# РГ-1 «Поршень»
РГ-1 «Поршень» — украинский самозарядный 30-мм гранатомёт под выстрел 30х29 мм, разработанный коллективом конструкторов производственного объединения «Южмаш».

## История
Разработка РГ-1 началась в начале 1990-х годов.
В 2004 году демонстрационный образец гранатомёта был представлен на оружейной выставке «ISPEK-2004».
В декабре 2007 года появилось сообщение, что работа над гранатомётом «вступила в завершающую стадию».
27 августа 2014 года гранатомёт был вновь направлен на испытания. По словам советника президента Украины Юрия Бирюкова, «анонимный предприниматель из Днепропетровска согласился пожертвовать заводу 11 млн. гривен для реализации этого проекта».
21 октября 2014 года начальник отдела по разработке специальной продукции КБ «Южное» Сергей Пихотенко сообщил, что завод уже готов начать выпуск гранатомётов.

## Описание
Гранатомёт разрабатывался для ситуаций, когда станковые гранатомёты типа АГС-17 неэффективны. Расчёт гранатомёта «РГ-1» — один человек, в отличие, к примеру, от АГС-17, расчёт которого составляют два человека. Основное назначение «РГ-1» — работа в скоротечных боевых действиях и стеснённых условиях.
«РГ-1» — гранатомёт самозарядного типа с коробчатым магазином вместительностью пять гранат.
Прицельная дальность гранатомёта составляет 800 метров, но 30-сантиметровый ствол обеспечивает приемлемую точность на дистанциях и до 900 м.

## Боеприпасы
- РГ-1 может использовать для стрельбы стандартные гранаты ВОГ-17 для гранатомёта АГС-17. Кроме того, на ГП «Павлоградский механический завод» была начата разработка нескольких новых типов гранат: осколочной гранаты, кумулятивной гранаты, дымовой гранаты и практического выстрела к гранатомёту РГ-1[1].